# 孝令司空氏
孝令司空氏（ヒョリョンサゴンし、효령사공씨）は、朝鮮の氏族の一つ。本貫は大邱広域市軍威郡である。2015年の調査では、2,780人である（同系列の軍威司空氏は1,574人）。

## 起源
司空氏は、中国頓丘郡（直隷省大名府清豊県、現河南省濮陽市）で系出された姓である。司空氏は賈辛が司空の官職を受け、官職名を姓に下賜されたのが始まりである。

## 歴史
孝令司空氏の始祖は、中国唐の僖宗時代に、礼部侍郎を務めた司空図である。司空図は897年に黄巣の乱を避けて一家と7人の学士と、新羅に移住し、唐文化の普及に貢献した。乱が平定されると司空図は帰国し、新羅に残った家族の子孫が司空氏の系統を受け継いだ。
その後の系譜は不明で高麗忠粛王時代に奉翊大夫、判儀時事を務め、功を立て孝令君に封じられた司空仲常を1世祖とする。

## 本貫
孝令は大邱広域市軍威郡孝令面一帯の昔の地名である『世宗実録地理志』に孝令を本貫とする姓に劉・司空の二姓が記録されている。1914年、軍威郡孝令面となった。

## 集姓村
- 大邱広域市軍威郡孝令面老杏洞
- 大邱広域市軍威郡孝令面城洞
- 大邱広域市軍威郡孝令面将軍洞[4]

## 人物
- 司空実：司空仲常の息子。字は伯亶。1353年兵科二位で文科に合格して、広興倉使及び大護軍を過ごし、翰林博士により文章と徳行に優れると「東方名賢録」に収録された。
- 司空敏：司空實の息子。高麗禑王の直臣崔瑩将軍の娘婿。恭愍王と昌王時代にわたって司僕寺正、三司府尹、崇禄大夫、門下侍中に達したが、高麗が滅ぶと、義を通し、官職を捨てて故郷に戻った。娘婿は南洋洪氏洪季康である。
- 司空達：司空敏の息子。開城留守を務めた。
- 司空周：司空達の息子。朝鮮で資憲大夫、成均館事を務めた。世祖の王位簒奪を嫌い、都落ちした。世祖がいる北に向かって座ることはなかったという。
- 司空発：司空周の息子。文宗時代に通訓大夫を務めた。剛直な性格で直諫をして、反感を買い、官職を捨てて学問研究と後進の育成に尽力した。息子が3人をおり、それぞれ宗派・仲派・季派の祖となった。
- 司空鑌：成宗時代に宣務郎、開城府直長を務めた。
- 司空誨：宣祖時代に司宰監僉正
- 司空銑：訓錬院奉事
- 司空鎔：平丘道察訪
- 司空習：軍資監直長
- 司空亮：司空習の息子。刑曹正郎を務めた。
- 司空琦：弘文館副應教
- 司空祉：司空鎔の孫。粛宗時代に龍量衛副護軍を務めた。
- 司空祐：同知中枢府事
- 司空均：僉知中枢府事
- 司空鉉：純祖時の兵馬切除使
- 司空檍（1805年〜1841年）：朝鮮後期の文臣、儒学者。号は茶泉。慶尚道赤羅県（現軍威郡）鳩沢里で生まれた。曽祖父は司空墇、祖父は司空焌、父は司空洙である。母方の祖父は洪夏源、先部李尚晦である。1840年庚子式年試進士二等などで合格して、正三品掌楽院正を務めた。37歳で死去した。著書に「茶泉先生文集」2本がある。

### 現代の人物
- 司空壱：第33代財務相。第27代韓国貿易協会長。
- 司空永振：第43代大邱高等裁判所長
- 司空燁：野球選手

## 科挙及第者
高麗文科
・司空実：1353年丙科2位
生員試
- 司空鍍（1769年生)：1816年式年試3等

進士試
- 司空榦（1811年生)：1835年増広試3等
- 司空澮（1800年生)：1840年式年試3等
- 司空檍（1805年生)：1840年式年試2等

## 行列字
| ○世孫  | 21       | 22       | 23       | 24       | 25       | 26       | 27       | 28       | 29       | 30       | 31       | 32       |
| ------ | -------- | -------- | -------- | -------- | -------- | -------- | -------- | -------- | -------- | -------- | -------- | -------- |
| 行列字 | 현（鉉） | 영（永） | 상（相） | 병（炳） | 규（圭） | 진（鎭） | 수（洙） | 계（桂） | 열（烈） | 재（在） | 석（錫） | 문（汶） |

## 人口
- 1985年孝令司空氏（739世帯、2,828人）+軍威司空氏（168世帯、730人）= 3,558人
- 2000年孝令司空氏（867世帯、2,664人）+軍威司空氏（493世帯、1,639人）= 4,307人
- 2015年孝令司空氏2,723名+軍威司空氏1,574名= 4,297人[1]